# Економічна теорія (журнал)
«Економічна теорія» — міжвідомчий науково-теоретичний журнал, заснований у вересні 2003 року. Зареєстрований (перереєстрований) Міністерством юстиції України 26.06.2006 (Свідоцтво про держреєстрацію КВ № 11400-273ПР). 13 липня 2015 року журнал «Економічна теорія» повторно включено до переліку фахових видань у галузі економічних наук. 
Періодичність: 4 рази на рік. Мова видання: українська (ISSN 1811-3141), російська (ISSN 1811-3133).

## Тематична спрямованість журналу
- публікація оригінальних і оглядових робіт з основних проблем економічної теорії;
- консолідація теоретичної економічної думки;
- висвітлення наукових досліджень в галузі економічної теорії;
- сприяння роботі з науково-методичного забезпечення підготовки фахівців з економічної теорії.

## Наукометрія
Електронний архів журналу «Економічна теорія», починаючи з 2004 року, зберігається в Національній бібліотеці України імені В. І. Вернадського.
Журнал включено до національного рейтингу наукових періодичних видань, що розробляється Центром соціальних комунікацій в рамках проекту «Бібліометрика української науки». Пошукова система Google Scholar, яка індексує повні тексти наукових публікацій всіх форматів і дисциплін станом на 1 листопада 2017 року, оцінила поточний рівень наукометричної присутності та цитованості журналу «Економічна теорія» двома ключовими показниками: індексом Гірша (Хірша) — 23 та індексом i10 — 80. На основі показника п’ятирічного індексу Гірша (h5 — кількість статей журналу за 2012-2016 роки, на які є посилання в понад h публікаціях) в системі Google Scholar станом на зазначену вище дату, журнал займає 26 місце в національному рейтингу, що включає 480 періодичних видань.

## Засновники
Національна академія наук України, Міністерство освіти і науки України, Інститут економіки та прогнозування НАН України, Київський національний економічний університет імені Вадима Гетьмана.
Адреса редакції: вул. Панаса Мирного, 26, Київ, Україна, 01011.

## Редакційна колегія
Головний редактор журналу: член-кореспондент НАН України Гриценко Андрій Андрійович. Члени редакційної колегії: Малий І. Й., Яременко О. Л., Артьомова Т. І., Бажал Ю. М., Базилевич В. Д., Богиня Д. П., Геєць В. М., Дементьєв В. В., Звєряков М. І., Крисоватий А. І., Лагутін В. Д., Мандибура В. О., Наливайко А. П., Ніколенко С. С., Павленко А. Ф., Прокопенко І. Ф., Савчук В. С., Семенов А. Г., Степаненко С. В., Тарасевич В. М., Філіпенко А. С., Хмелевський М. О., Шинкарук Л. В.